# Jean-Claude Bozga
Jean-Claude Adrimer Bozga (Galați, 1º giugno 1984) è un ex calciatore rumeno, di ruolo difensore.

## Biografia
È nato a Galați da madre rumena e padre congolese.

## Carriera
Ha giocato nella massima serie dei campionati rumeno, bielorusso e danese.